# Kiss Konfidential
KISS Konfidential är en musik-VHS med Kiss som släpptes 16 augusti 1993, i samma veva som Alive III och Revenge Tour.

## Spellista
1. Creatures Of The Night
2. Deuce
3. I Just Wanna
4. Unholy
5. Heaven's On Fire
6. 100,000 Years
7. Nothin' To Lose
8. Hotter Than Hell
9. Let Me Go Rock'n'Roll
10. Domino
11. Lick It Up
12. Forever
13. Take It Off
14. I Love It Loud
15. God Gave Rock 'N Roll To You II
16. Star Spangled Banner